# Bianka
Tatyana Eduardovna Lipnitskaya (Таццяна Эдуардаўна Ліпніцкая en bielorruso), conocida artísticamente como Bianka o Byanka (Бьянка) (17 de septiembre de 1985 en Minsk) es una cantautora bielorrusa.

## Trayectoria
En 2001 participó y ganó el gran premio del festival internacional Malva celebrado en Polonia. Posteriormente empezaría su trayectoria como solista con la Orquesta Sinfónica Nacional de la República de Bielorrusia. En aquel entonces empezaría a componer sus propias canciones e iniciaría una gira por Alemania.
En 2005 le ofrecieron la oportunidad de representar a su país en el festival de Eurovisión, pero rechazó el ofrecimiento. Aquel mismo año trabajó junto con Max Lawrence en Lebedinaya, con el que alcanzó notoriedad y formó parte de la banda sonora del film Boy s tenyu. Al año siguiente, publicó su álbum Russkiy narodniy R'n'B.
En 2007 publicó un álbum recopilatorio: Pro leto, y en 2008 y 2011: 38 zamkov y Nashe pokoleniye respectivamente.

## Discografía
| Año  | Observaciones |
| ---- | --- |
| 2006 | Russkiy narodniy R'n'B - Fecha de lanzamiento: septiembre de 2006 - Discográfica: Music Factory Group, Sony BMG - Formato: CD, Distribución digital                           |
| 2007 | Pro leto (переиздание альбома "Russkiy narodniy R'n'B + bonus) - Fecha de lanzamiento: 2007 - Discográfica: Music Factory Group, Sony BMG - Formato: CD, Distribución digital |
| 2008 | 38 zamkov - Fecha de lanzamiento: 19 de agosto de 2008 - Discográfica: Music Factory Group, Sony BMG - Formato: CD, Distribución digital                                      |
| 2011 | Nashe Pokoleniye - Fecha de lanzamiento: 15 de septiembre de 2011 - Discográfica: SBA Production, Gala Records - Formato: CD, Distribución digital                            |
| 2014 | Bianka.Muzyka - Fecha de lanzamiento: 25 de marzo de 2014 - Discográfica: SBA Production, Warner Music Group - Formato: CD, Distribución digital                              |
| 2016 | Mysli v notakh - Fecha de lanzamiento: 16 de septiembre de 2016 - Discográfica: Pervoye Muzykalnoye Izdatelstvo - Formato: CD, Distribución digital                           |